# Orchestre de Chambre de Lausanne
Das Orchestre de Chambre de Lausanne (OCL) ist ein  international renommiertes Kammerorchester, dessen Heimstatt die Salle Métropole in Lausanne ist.
Das von der Stadt Lausanne und dem Kanton Waadt subventionierte Orchester gibt jede Saison ungefähr hundert Konzerte. Als Partner der Opéra de Lausanne spielt es auch häufig im Orchestergraben.
Das Ensemble wurde 1942 von Victor Desarzens gegründet. Im Laufe seiner Geschichte hat es mit zahlreichen grossen Gestalten des Musiklebens zusammengearbeitet, so etwa mit den Dirigenten Ernest Ansermet, Günter Wand, Paul Hindemith, Charles Dutoit, Neeme Järvi oder Jeffrey Tate und mit Solisten wie Isaac Stern, Anne-Sophie Mutter, Radu Lupu oder Martha Argerich. Auf den Gründer Victor Desarzens (1942–1973) folgten als künstlerische Leiter des Orchesters Armin Jordan (1973–1985), Lawrence Foster (1985–1990), Jesús López Cobos (1990–2000), Christian Zacharias (2000–2013) und Joshua Weilerstein (2015–2021). Mit Beginn der Saison 2021/2022 übernahm Renaud Capuçon dieses Amt.
Das Renommee des Orchesters beruht neben seiner Konzerttätigkeit im In- und Ausland auch auf einer grossen Anzahl Einspielungen. Für die unter Christian Zacharias in den Jahren 2000 bis 2012 entstandenen Aufnahmen sämtlicher Klavierkonzerte Mozarts durfte es an die vierzig internationale Auszeichnungen entgegennehmen. Vom Orchestre de Chambre de Lausanne gibt es ausserdem Aufnahmen sämtlicher Klarinettenkonzerte von Louis Spohr (mit Paul Meyer als Dirigenten und Solisten), der vier Sinfonien von Schumann oder der Berliner Sinfonien von Carl Philipp Emanuel Bach.
In verschiedenen Projekten mit Schulkindern und in Zusammenarbeit mit der Musik- und Theaterhochschule der Stadt engagiert sich das Orchester stark in der Musikförderung. Alle zwei Jahre ernennt das Orchester zudem einen Composer in Residence, so etwa Thomas Demenga (2007/08), Daniel Schnyder (2009/10) oder Jean-Luc Darbellay (2011/12).

## Auszeichnung
- 2022: Opus Klassik in der Kategorie Konzerteinspielung für Arvo Pärt: Tabula Rassa mit Renaud Capuçon[1]